# 5544 Kazakov
5544 Kazakov è un asteroide della fascia principale. Scoperto nel 1978, presenta un'orbita caratterizzata da un semiasse maggiore pari a 2,6895711 UA e da un'eccentricità di 0,1021326, inclinata di 13,14095° rispetto all'eclittica.